# Der phönizische Meisterstreich
Der phönizische Meisterstreich (Originaltitel: The Phoenician Scheme) ist eine Tragikomödie von Wes Anderson. Der Thriller mit Benicio del Toro, Mia Threapleton und Michael Cera in den Hauptrollen sowie  Scarlett Johansson, Tom Hanks, Benedict Cumberbatch und Rupert Friend in weiteren Rollen erzählt die Geschichte einer Familie, eines Familienunternehmens und einer angespannten Vater-Tochter-Beziehung und ist gleichzeitig eine Spionagegeschichte. The Phoenician Scheme feierte im Mai 2025 bei den Internationalen Filmfestspielen in Cannes seine Premiere. Ende Mai 2025 kam der Film in die US-amerikanischen, deutschen und Schweizer Kinos.

## Handlung
Beim titelgebenden „Meisterstreich“ handelt es sich um einen ausgeklügelten Plan, den der Industrielle und Waffenhändler Anatole „Zsa-Zsa“ Korda fast sein ganzes Leben lang ausheckte und in Schuhkartons aufgehoben hat, mit dem Ziel, die Weltherrschaft oder zumindest die Herrschaft über das meiste Kapital zu erlangen.
Im Jahr 1950 entgeht Zsa-Zsa nur knapp einem weiteren in einer Reihe von Attentatsversuchen, als Unbekannte sein Flugzeug sabotieren. Während dieses Zwischenfalls hat er eine Nahtoderfahrung, in der sein moralisches Gewicht von einem Rat existenzieller Wesen geprüft wird.
Tief beeindruckt von seiner lebensgefährlichen Erfahrung, bietet Korda seiner einzigen Tochter, der Novizin Liesl, an, probeweise seine Geschäfte zu übernehmen, während er seine Angelegenheiten ordnet. Das Treffen zwischen Vater und Tochter wird von Bjørn beobachtet, einem norwegischen Entomologen, den Korda engagiert hat, um ihn in seiner neuen Leidenschaft für Insekten zu unterrichten. Korda nimmt Bjørn außerdem als Verwaltungsassistenten in seine Dienste auf.
Korda – spöttisch „Mr. Fünf Prozent“ genannt, wegen seiner Fähigkeit, sich in jedes große Geschäft einzuklinken – ist eine gesuchte Figur. Ein undurchsichtiges Konsortium namens Excalibur verbündet sich, um die Preise für zentrale Materialien – insbesondere für sogenannte „prügelbare Nieten“ – künstlich zu erhöhen. Diese Preisabsprachen drohen Kordas großes Infrastrukturprojekt in Phönizien zu ruinieren.
Kordas Vorhaben hat in der Folge eine Finanzierungslücke („The Gap“), die er durch Treffen mit einem Netzwerk aus Untergrundakteuren und Investoren zu schließen versucht. Zuerst reist er nach Phönizien und trifft Prinz Farouk, mit dessen Hilfe er einen weiteren Mordanschlag überlebt.
Gemeinsam mit Farouk, Liesl und Bjørn begibt sich Korda in einen halb fertiggestellten Eisenbahntunnel, dessen Bau gestoppt wurde, weil die Finanziers Leland und Reagan ihren Anteil verweigern – aus Protest gegen Kordas Vertragsänderungen. In einem kuriosen Wettkampf treten Farouk und Korda gegen Leland und Reagan in einem Basketballspiel  an – obwohl Farouk keine Ahnung von dem Spiel hat. Sollte Kordas Team verlieren, will er wieder zum ursprünglichen Deal zurückkehren. Farouk gelingt ein Weitwurf, und Leland und Reagan erklären sich bereit, 15 % der Finanzierungslücke zu decken.
Anschließend trifft Korda sich mit „Marseille Bob“. Wieder einmal hat Korda einen bestehenden Deal zu seinen Gunsten verändert. Bob gerät darüber in Rage und zieht sich zurück. Doch das Treffen wird durch ein gewaltsames Eindringen einer Guerillagruppe unter dem Anführer Sergio unterbrochen. Korda wirft sich für Bob in die Schusslinie und wird verwundet. Als Dank sagt Bob seine Unterstützung für das Projekt zu.
Die Gruppe reist weiter zu einem Schiff, wo sie den redegewandten amerikanischen Investor Marty treffen. Auch Marty ist zunächst verärgert über Kordas Vertragsbruch, hilft ihm aber spontan, als dieser aufgrund seiner Verletzung das Bewusstsein verliert. Während einer Bluttransfusion verhandeln die beiden. Als der Deal zu scheitern droht, droht Korda damit, eine Handgranate zu zünden, und erzwingt Martys Zustimmung.
Danach treffen sie auf Cousine Hilda, eine entfernte Verwandte. Korda macht ihr einen Heiratsantrag, den Hilda annimmt; sie weigert sich aber, finanziell zu helfen. Korda sieht sich gezwungen, sich seinem verfeindeten Halbbruder Nubar zuzuwenden, den er Liesl bisher als Mörder ihrer Mutter beschrieben hat.
Auf dem Weg zum Treffen der Syndikate kommt heraus, dass Bjørn eigentlich ein Spion des Konsortiums ist. Doch er entscheidet sich nun für Korda und Liesl, da er echte Zuneigung zu ihr entwickelt hat. Beim großen Treffen lehnt Nubar jede Hilfe ab, offenbart sich als Drahtzieher der Mordversuche an Korda und versucht, ihn persönlich zu töten. Korda kann ihn jedoch mit einer Gasampulle überwältigen.
Nach dem Kampf und im Angesicht seiner Tochter erkennt Korda die Notwendigkeit echter Veränderung. Er beschließt, die Finanzierungslücke vollständig selbst zu decken – selbst wenn ihn das sein gesamtes Vermögen kostet – und kündigt an, fortan faire Löhne zu zahlen, anstatt auf Zwangsarbeit zu setzen.
Das Projekt wird zum Segen für Phönizien, aber Korda ist finanziell ruiniert. Er zieht sich mit Liesl zurück und betreibt ein kleines Bistro. Er kocht, sie serviert – beide verabschieden sich von ihrem alten Leben in Luxus. Bjørn macht Liesl einen Heiratsantrag, den sie annimmt. Am Ende schließen Korda und Liesl das Lokal und setzen sich zu einer Partie Karten zusammen, bereit für ein bescheideneres, aber erfüllteres Leben.

## Produktion

### Filmstab, Besetzung und Synchronisation
Regie führte Wes Anderson, der gemeinsam mit Roman Coppola auch das Drehbuch schrieb. Coppola war bereits an den Drehbüchern zu Andersons Filmen Darjeeling Limited, Moonrise Kingdom und Asteroid City beteiligt. Den Filmschnitt übernahm Andersons langjähriger Kreativpartner Barney Pilling.
Benicio del Toro spielt in der Hauptrolle den Industriellen Zsa-Zsa Korda, der einer der reichsten Männer Europas ist. Die Britin Mia Threapleton spielt Schwester Liesl, seine einzige Tochter, die er zur Erbin seines Vermögens macht. Sie ist die Tochter der Schauspielerin Kate Winslet und des Regisseurs Jim Threapleton. Michael Cera spielt einen als Hauslehrer mit Spezialfach Insektenkunde getarnten Agenten, der sich Bjørn nennt. Benedict Cumberbatch spielt Zsa-Zsas Halbbruder Nubar und Tom Hanks und Bryan Cranston zwei Unternehmens- beziehungsweise Verbrechersyndikatschefs namens Leland und Reagan. Weiter auf der Besetzungsliste finden sich viele andere regelmäßig in Andersons Filmen auftretenden Schauspieler wie Riz Ahmed, Scarlett Johansson, Willem Dafoe, Rupert Friend, Imad Mardnli, Mohamed Chahrour und Charlotte Gainsbourg. Auch Bill Murray hat einen kurzen Auftritt in dem Film. Das Casting übernahm Douglas Aibel.
Die deutsche Synchronisation entstand nach einem Dialogbuch und der Dialogregie von Axel Malzacher im Auftrag der RC Production GmbH & Co. KG in Potsdam.
| Darsteller           | Synchronsprecher    | Rolle                  |
| -------------------- | ------------------- | ---------------------- |
| Benicio del Toro     | Torsten Michaelis   | Zsa-Zsa Korda          |
| Michael Cera         | Nicolás Artajo      | Bjørn Lund             |
| Alex Jennings        | Bernd Vollbrecht    | Broadcloth             |
| F. Murray Abraham    | –                   | der Prophet            |
| Rupert Friend        | Alexander Doering   | Excalibur              |
| Scarlett Johansson   | Luise Helm          | Hilda Sussman-Korda    |
| Willem Dafoe         | Reiner Schöne       | Knave                  |
| Tom Hanks            | Joachim Tennstedt   | Leland                 |
| Mia Threapleton      | Magdalena Montasser | Liesl                  |
| Mathieu Amalric      | Jean-Yves de Groote | Marseille Bob          |
| Jeffrey Wright       | Olaf Reichmann      | Marty                  |
| Hope Davis           | Christin Marquitan  | Mutter Oberin          |
| Jason Watkins        | Axel Malzacher      | Notar                  |
| Benedict Cumberbatch | Sascha Rotermund    | Onkel Nubar            |
| Riz Ahmed            | Marius Clarén       | Prinz Farouk           |
| Bryan Cranston       | Tom Vogt            | Reagan                 |
| Richard Ayoade       | Asad Schwarz        | Sergio                 |
| Charlotte Gainsbourg | Irina Wanka         | Zsa-Zsa Kordas Frau #1 |

### Filmförderung und Dreharbeiten
Der Film wurde mit 10,4 Millionen Euro vom Deutschen Filmförderfonds gefördert. 1,5 Millionen Euro kamen vom Medienboard Berlin-Brandenburg.
Die Dreharbeiten fanden ab März bis Anfang Juni 2024 im Studio Babelsberg statt. Dort hatte Anderson bereits seine Filme The Grand Budapest Hotel, The French Dispatch und Asteroid City gedreht. Als Kameramann fungierte Bruno Delbonnel. Der Franzose erhielt bislang sechs Oscar-Nominierungen, darunter für Die fabelhafte Welt der Amélie, Harry Potter und der Halbblutprinz und Die dunkelste Stunde. Zuletzt war Delbonnel für The Woman in the Window von Joe Wright und Macbeth von Joel Coen tätig.

### Filmmusik, Marketing und Veröffentlichung

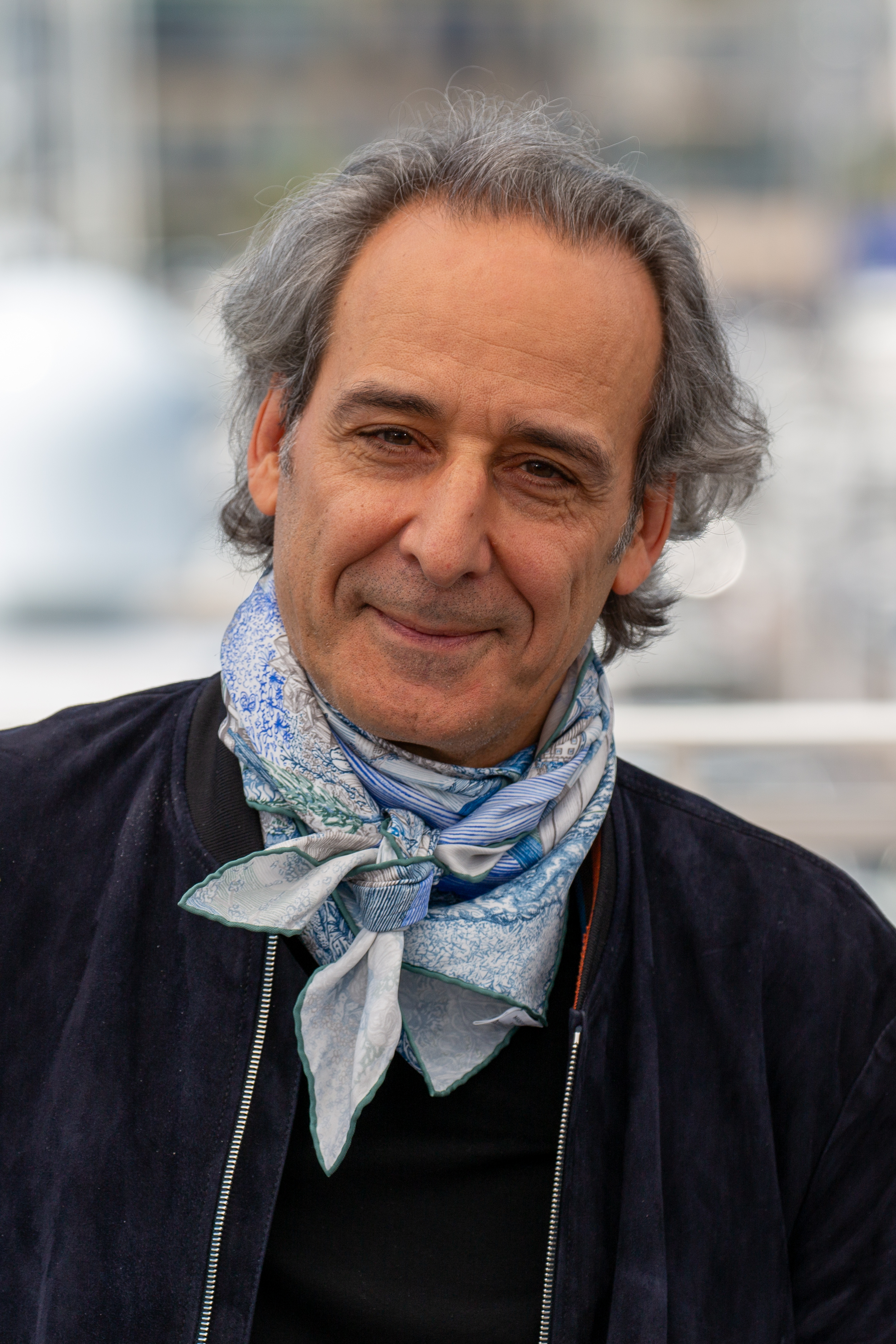
Die Filmmusik komponierte Alexandre Desplat

Die Filmmusik komponierte Oscar-Preisträger Alexandre Desplat, mit dem Anderson für bislang sechs seiner Filme zusammenarbeitete, zuletzt für Asteroid City. Das Soundtrack-Album mit insgesamt 17 Musikstücken, darunter auch Stücke von Igor Strawinsky, Ludwig van Beethoven, Johann Sebastian Bach, Glenn Miller und Gene Krupa, wurde zum US-Kinostart von ABKCO Records als Download veröffentlicht. Eine Veröffentlichung auf Vinyl ist am 11. Juli 2025 geplant.
Der erste Trailer wurde Anfang April 2025 vorgestellt, erstes Bildmaterial im weiteren Verlauf des Monats. Die Premiere des Films war am 18. Mai 2025 bei den Internationalen Filmfestspielen in Cannes, wo er im Wettbewerb um die Goldene Palme konkurrierte. Der Kinostart in der Romandie erfolgte am 28. Mai 2025. Am darauffolgenden Tag kam der Film in die Deutschschweizer und deutschen Kinos. Am 30. Mai 2025 kam er in ausgewählte US-Kinos und startete dort am 6. Juni 2025 landesweit.

## Rezeption

### Altersfreigabe
In den USA wurde der Film als PG-13 eingestuft. In Deutschland wurde der Film von der FSK ab 12 Jahren freigegeben. In der Freigabebegründung heißt es, der episodenhaft erzählte Film habe durch die Kostüme, die Ausstattung und die Bauten eine betont artifizielle, stellenweise fast theaterhaft wirkende Ästhetik. Zwar gebe es vereinzelt Schreckmomente und drastische Verletzungsdarstellungen, die aber in diesem Kontext ebenfalls künstlich und realitätsfern wirkten und von Zuschauenden ab 12 Jahren entsprechend eingeordnet und verarbeitet werden könnten.

### Kritiken und Einspielergebnis
Von den bei Rotten Tomatoes aufgeführten Kritiken sind 79 Prozent positiv. Bei Metacritic erhielt der Film einen Metascore von 69 von 100 möglichen Punkten.

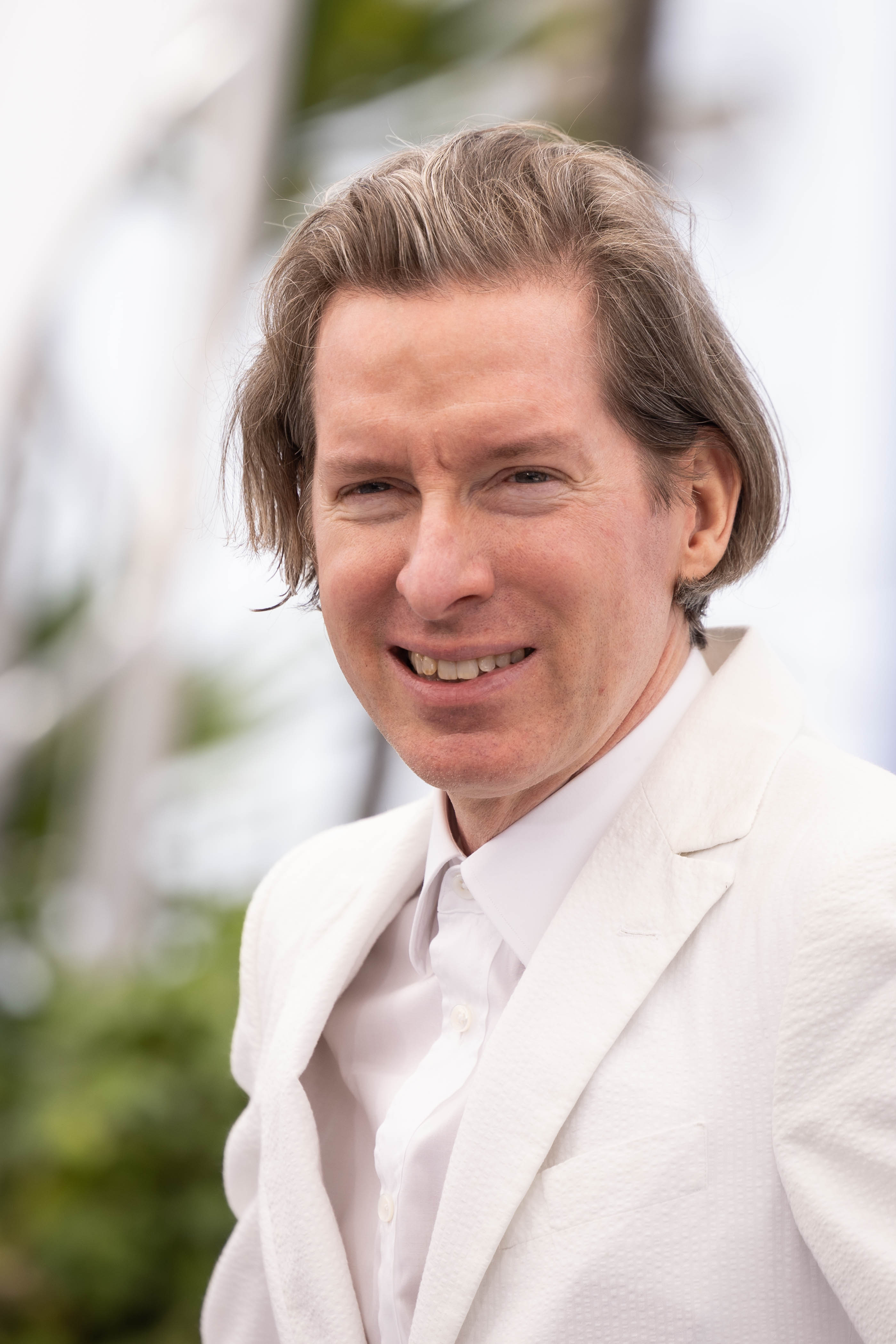
Regisseur Wes Anderson

Antje Wessels beschreibt den von Benicio del Toro gespielten Zsa-Zsa Korda in ihrer Kritik als einen exzentrischen Geschäftsmann, der sich in seinem Business immer wieder haarscharf an die Grenze der Illegalität herantastet und bisweilen auch darüber hinausgeht. Del Toro stelle sich mit seiner Performance ganz in den Dienst des Films. Mit Michael Cera, Mia Threapleton, Willem Dafoe, Bill Murray, Tom Hanks, Bryan Cranston und Rupert Friend im weiteren Figurenarsenal herrsche auf der Leinwand einmal mehr ein stargespicktes Gewusel, das sich selbst in Mini-Nebenrollen mit großen Namen schmückt. Die Raserei von einem Setting zum nächsten im Rahmen eines Quasi-Heists erreiche bisweilen ein schwindelerregendes Tempo, mit eingestreuten Running Gags und ausgebremst von Szenen wie dem Basketballspiel zwischen Benicio del Toro und Riz Ahmed. Wes Andersons Ansatz, auch den einen oder anderen Twist in die Story einzubauen, gerate da etwas ins Hintertreffen. Auch die eigentliche Auflösung der Handlung punkte vor allem mit einem beeindruckenden Setpiece und weniger mit einer finalen Erkenntnis. Der Regisseur habe auch für Der phönizische Meisterstreich seine Schablone ausgepackt, sie aber wieder ein paar Zentimeter in eine neue Richtung gedreht. Auf der Leinwand passiere so viel wie schon lange nicht mehr in einem Wes-Anderson-Film, und im Gegensatz zu seinen letzten, immer etwas faul wirkenden Werken, sei der Film endlich mal wieder der Beweis, dass Anderson an seinen Arbeiten immer noch einen Heidenspaß hat.
Heike Angermaier schreibt in ihrer Kritik für Blickpunkt:Film, wie man es bei Filmen von Wes Anderson gewohnt ist, sprudele Der phönizische Meisterstreich über vor originellen Ideen auf allen Ebenen. Der Film sei nicht nur meisterhaft in Ausstattung, Setbau und Kostüm gestaltet, sondern auch sehr witzig.
Das Lexikon des internationalen Films schreibt: „Die visuell überwältigende, im unverkennbaren Wes-Anderson-Stil ausgestaltete Komödie begeistert durch ihren originellen Einfallsreichtum und viel trockenen Humor. Der doppelbödige Schrift- und Bildsinn legt eine vielfache Interpretation nahe und lässt bei der charismatischen Hauptfigur bisweilen sogar an Faust oder andere mythische Gestalten denken.“
Von der Deutschen Film- und Medienbewertung wurde der Film mit dem Prädikat Besonders wertvoll versehen. In der Begründung heißt es, Wes Anderson überlasse nichts dem Zufall, und vermutlich sei Der phönizische Meisterstreich sogar der bestkomponierte Film seines Œuvres: „Jede Szene sitzt, jede Einstellung hat Bedeutung, Langeweile kann so niemals aufkommen, auch wenn Wes Andersons Filme eher für ihr Ebenmaß bekannt sind.“ Passend zu den Pastellfarben von Andersons Tableaus liefere Alexandre Desplat Arrangements, die immer wieder so kitschig seien, dass ein Lalo Schifrin neidisch werden könnte. Das schrecke nicht ab, sondern passt ungemein gut in das „Yesterday“-Ambiente, das Wes Anderson seinem Publikum bietet.
Die weltweiten Einnahmen des Films aus Kinovorführungen belaufen sich auf 36,2 Millionen US-Dollar. In Deutschland stieg Der Phönizische Meisterstreich nach seinem Start auf Platz 1 in die Arthousecharts ein.

### Auszeichnungen
Internationale Filmfestspiele von Cannes 2025
- Nominierung für die Goldene Palme (Wes Anderson)